# آلروسا
آلروسا (به انگلیسی: ALROSA (airline)) یک شرکت هواپیمایی با کد یاتا 6R است که در ۲۰۰۰ میلادی تأسیس شده‌است. دفتر مرکزی آلروسا در میرنی، یاقوتستان، روسیه واقع شده‌است و به ۱۱ مقصد، پرواز انجام می‌دهد.